# 1941 en bande dessinée
| Années de la bande dessinée : 1938 - 1939 - 1940 - 1941 - 1942 - 1943 - 1944    |
| Décennies de la bande dessinée : 1910 - 1920 - 1930 - 1940 - 1950 - 1960 - 1970 |

Cet article présente les faits marquants de l'année 1941 en bande dessinée.

## Évènements
- Création de Sylvain et Sylvette par Maurice Cuvillier, série qui sera plus connue dessinée par Jean-Louis Pesch à partir de 1956.
- Sortie en mars au cinéma du serial Adventures of Captain Marvel, première adaptation cinématographique d'un comics de super-héros.
- Apparition d'Aquaman aux États-Unis dans More Fun Comics #73(DC Comics).
- Début de l'année : sortie de Captain America Comics #1 (première apparition de Captain America, par Joe Simon et Jack Kirby), chez Timely, futur Marvel Comics.
- Automne : sortie de Looney Tunes #1 (première apparition des Looney Tunes en bande dessinée).
- Décembre : Première apparition de Wonder Woman dans All Star Comics #8 (DC Comics).

## Nouveaux albums
Voir aussi : Albums de bande dessinée sortis en 1941
- Le dessinateur belge Hergé publie l'album Le Crabe aux pinces d'or dans la série des aventures de Tintin. Première apparition du Capitaine Haddock.

### Franco-Belge
| Sortie | Titre       | Scénariste | Dessinateur | Coloriste | Éditeur |
| ------ | ----------- | ---------- | ----------- | --------- | ------- |
| ?      | à compléter |            |             |           |         |
| ?      | …           |            |             |           |         |

## Naissances
- 5 janvier : Hayao Miyazaki, mangaka japonais
- 16 mars : Carlos Giménez, dessinateur espagnol
- 28 mars : Bernadette Després, créatrice de Tom-Tom et Nana
- 2 avril : Willem, dessinateur satirique né aux Pays-Bas.
- 13 avril : Jean-Marc Reiser, scénariste et dessinateur français
- 15 mai : Jack Jackson
- 6 juin : Neal Adams, dessinateur de comics américain
- 12 juillet : Francis Bergèse
- 25 juillet : S. Clay Wilson
- 3 août : Grzegorz Rosiński, dessinateur belge né en Pologne (Thorgal, Complainte des landes perdues)
- 24 août : Jim Scancarelli, auteur de comic strip
- 14 novembre : Caza, dessinateur français
- 25 novembre : Philippe Honoré
- Naissances de Tony DeZuniga